# El Encín y la Canaleja
El Encín y la Canaleja es una entidad de población española del municipio de Alcalá de Henares, perteneciente a la Comunidad de Madrid. En 2022, tenía empadronados tres habitantes.